# خيسوس بوراس
خيسوس بوراس (بالإسبانية: Chus Puras)‏ مواليد 16 مارس 1963 في سانتاندير، هو سائق راليات إسباني بدأ مسيرته في سنة 1991. كان أول رالي له هو رالي مونت كارلو 1991. تسابق في بطولة العالم للراليات. فاز بـ سباق رالي واحد. صعد على المنصة مرتان خلال مسيرته.

## سجل الفوز
| الرقم | الحدث        | الموسم                          |
| ----- | ------------ | ------------------------------- |
| 1     | رالي كورسيكا | بطولة العالم للراليات موسم 2001 |

## روابط خارجية
- خيسوس بوراس على موقع Rallye-info.com (الإنجليزية)
- خيسوس بوراس على موقع eWRC-results.com (الإنجليزية)